# Starosta bartny
Starosta bartny (łac. capitaneus mellificus) – wyznaczony przez władzę feudalną zwierzchnik organizacji bartnej i sądu bartnego. 
Pierwsza informacja o staroście bartnym pochodzi ze statutu księcia mazowieckiego Janusza I z 1401 r. Z funkcji pełnionych przez starostę bartnego najważniejsze było uczestniczenie w posiedzeniach sądu bartnego w roli przewodniczącego sądu, obwieszczanie o rokach bartnych, tj. zebraniach bartników na posiedzeniach sądu, oraz odbieranie dla władzy zwierzchniej daniny miodowej. Pobierał także od bartników kunowe, tj. daninę w postaci skórek kunich lub innych świadczeń, dokonywał inspekcji borów bartnych oraz wszelakich egzekucji w obrębie puszczy.
Do uprawnień starosty bartnego należało posiadanie jednego boru bez obowiązku składania daniny, pozostawienie sobie części opłat i kar pieniężnych uiszczanych przez bartników, a także części danin miodowych.
Jeszcze w XVI wieku starości bartni pochodzili z różnych warstw społecznych: ze szlachty, mieszczan, a nawet chłopów, ale już od początku XVII wieku urząd ten zaczęła przejmować szlachta, często najzamożniejsza.